# منى آل مشيط
سعادة الأستاذة الدكتورة منى بنت عبد الله بن سعيد آل مشيط عضو مجلس الشورى السعودي من 11 يناير 2013م. أستاذ وأستشاري أمراض النساء والتوليد والعقم، وأستشاري صحة المرأة وجراحة التجميل والترميم النسائية. حاصلة على الزمالة الأردنية والعربية والسعودية في طب أمراض النساء والتوليد، وعلى تخصص دقيق في علم الأجنة والموجات الصوتية. من أوائل العضوات المعينات بمجلس الشورى السعودي، وأول سيدة ترأس اللجنة الصحية بمجلس الشورى السعودي منذ 19 ديسمبر 2016م . كما تعمل بروفيسورة في كلية الطب بجامعة الفيصل. شغلت منصب عميدة المركز الجامعي لدراسة الطالبات بجامعة الملك خالد بأبها من 5 ديسمبر 2006 حتى 11 يناير 2013م ، وهي أول سيدة تشغل المنصب. يضم المركز تحت إدارته كل من الكليات التالية (كلية الطب والجراحة، كلية العلوم الطبية التطبيقية، كلية طب الأسنان، كلية علوم الحاسب الآلي، كلية التمريض، كلية الصيدلة) . إضافة إلى عملها في عمادة المركز الجامعي في عام 2012 عملت عميدة لكلية التمريض حتى 11 يناير 2013م. حصلت على جائزة المفتاحة في عام 2006م كونها أول طبيبة أكاديمية بمنطقة عسير.

## المؤهلات العلمية
- تخصص دقيق في جراحة التجميل والترميم النسائية (الجمعية الأمريكية للتجميل النسائي) 2018م.
- تخصص دقيق في علم الأجنة والموجات الصوتية المتقدمة (مستشفى الملك فيصل التخصصي ومركز الأبحاث-الرياض) 2004م.
- الزمالة الأردنية في طب النساء والتوليد (المجلس الطبي الأردني) 20/8/1425هـ الموافق 5/10/2004م.
- الزمالة السعودية في طب النساء والتوليد (الهيئة السعودية للتخصصات الصحية) 7/10/1425هـ - الموافق 20 /11/2004م.
- الزمالة العربية (الجزء الأول) في طب النساء والتوليد 18/7/1422هـ الموافق6/10/2001م.
- بكالوريوس الطب والجراحة – كلية الطب – جامعة الملك سعود 30/7/1413 هـ- الموافق 24/1/1993 م.

## الحياة العلمية
- رئيس اللجنة الصحية بمجلس الشورى من 19 ديسمبر 2016م حتى الآن.
- عضو مجلس الشورى-الدورة الثامنة - بالأمر الملكي رقم أ/146 وتاريخ 01/03/1442هـ الموافق 18/10/2020م.[7]
- عضو لجنة الاقتصاد والطاقة بمجلس الشورى من 29 أكتوبر2019.[8]
- عضو لجنة حقوق الأنسان والهيئات الرقابية من 13 نوفمبر 2017 حتى 29 أكتوبر 2019.[9]
- عضو مجلس الشورى-الدورة السابعة- بالأمر الملكي رقم أ/54 وتاريخ 03/03/1438هـ الموافق 02/12/2016م.
- نائب رئيس اللجنة الصحية بمجلس الشورى من 28 يناير 2014م حتى 5 يناير 2015م.
- عضو اللجنة الصحية من تاريخ 03/03/1434هـ.
- عضو مشارك في اللجان البرلمانية الأوربية في الدورة السادسة لمجلس الشورى.
- عضو مجلس الشورى-الدورة السادسة- بالأمر الملكي رقم أ/44 وتاريخ 3/3/1434 هـ.
- عميدة المركز الجامعي لدراسة الطالبات جامعة الملك خالد- قسم النساء والولادة (12\8\1427هـ الموافق 5/9/2006 م إلى 3/3/1434هـ).
- عميدة كلية التمريض بابها – جامعة الملك خالد 26\1\1434هـ الموافق 10\12\2012 م إلى 3/3/1434هـ.
- أستاذ متعاون – كلية الطب-جامعة الفيصل-الرياض (2016م).
- أستاذ مشارك ـ كلية الطب ـ قسم النساء والولادة- جامعة الملك خالد (2/6/1431هـ الموافق 16/5/2010م إلى تاريخه).
- أستاذ مساعد ـ كلية الطب ـ قسم النساء والولادة- جامعة الملك خالد (24/12/1426هـ الموافق 24/1/2006م إلى 2/6/1431هـ الموافق 16/5/2010 م).
- استشارية أمراض النساء والولادة.
- أخصائية نساء وولادة بمستشفى الملك فيصل للقوات المسلحة بخميس مشيط. من (1421 هـ إلى 1425 هـ الموافق 2000م إلى 2004م كلية الطب جامعة الملك خالد.
- طبيب مقيم- مستشفى الملك فيصل للقوات المسلحة بخميس مشيط (1419هـ إلى 1426هـ. الموافق 1998م إلى 2005م).
- طبيب مقيم - مستشفى أبها العام- كلية الطب- جامعة الملك خالد (1416 هـ إلى 1418 هـ الموافق 1995 م إلى 1997 م).
- طبيب مقيم - مستشفى الملك خالد الجامعي- كلية الطب- جامعة الملك سعود- الرياض (1414هـ إلى 1415هـ الموافق 1993م إلى 1994 م).
- سنة الامتياز- مستشفى الملك خالد الجامعي، جامعة الملك سعود - مستشفى قوى الأمن- مستشفى السليمانية للأطفال- الرياض 9/2/1992م - 8/2/1993م.

## المهام الاستشارية
- مستشار غير متفرغ بوزارة التعليم العالي.
- مستشار واستشاري غير متفرغ في مستشفى الدكتور سليمان الحبيب (1437هـ، 2016م).
- مستشار واستشاري غير متفرغ في مستشفى الدكتور البار للنساء والولادة والأطفال (2/11/1428هـ الموافق 12/11/2007م، إلى 30/7/1431هـ الموافق 31/5/2013م).
- مستشار واستشاري غير متفرغ في عيادات لي كلينك 2018.

## عضوية مجالس ولجان
- رئيس اللجنة الخاصة لدراسة مقترح مشروع نظام الحماية من الإشعاعات غير المؤينة بمجلس الشورى 2021.[10]
- عضو اللجنة الاستشارية للشأن العام بمجلس الشورى 2020.
- عضو مجلس إدارة الجمعية السعودية لإخلاقيات المهن الصحية (2020 - حتى الآن).[11]
- رئيس اللجنة الصحية بمجلس الشورى.
- نائب رئيس اللجنة الصحية بمجلس الشورى.
- عضو اللجنة الصحية بمجلس الشورى.
- عضو لجنة الاقتصاد والطاقة بمجلس الشورى.
- عضو لجنة حقوق الإنسان والهيئات الرقابية بمجلس الشورى.
- عضو مشارك في اللجان البرلمانية الأوربية بمجلس الشورى.
- عضو مجلس الشورى (2013 - حتى الآن)
- عضو الجمعية الأمريكية للتجميل النسائي 2018م.
- عضو مجلس إدارة جمعية زهرة لسرطان الثدي 1437/2016.
- رئيسة مكتب وعيادة جمعية زهرة لسرطان الثدي ب منطقة عسير(1428هـ الموافق 2007م إلى تاريخه).
- عضو شرف جمعية رفيدة لصحة المراَة (1437هـ، الموافق 2016 م).
- عضو جمعية الأطفال المعوقين (1436هـ، الموافق 2015 م).
- عضو بالمجموعة السعودية لدعم مرضى الصلب المشقوق (1430هـ، الموافق 2010م).
- الأمينة العامة لجائزة " قطاع النشاط النسائي والطفولة بعسير 1429هـ2008م.
- عضو في الهيئة السعودية للتخصصات الصحية لتقييم المعاهد والكليات الصحية.
- عضو في جمعية زهرة لسرطان الثدي.
- عضو في الهيئة السعودية للتخصصات الصحية لتقييم المعاهد الصحية في المملكة العربية السعودية (1427هـ الموافق 2006 م إلى تاريخه).
- رئيسة ورشة عمل اللجنة المنظمة للحوار الوطني الشباب وتطلعات المستقبل: حوار بين المجتمع ومؤسسات العمل في المركز الجامعي لدراسة الطالبات جامعة الملك خالد 1428/ 1429 هـ 2007م.
- منسقة جائزة مؤسسة الملك عبد العزيز ورجاله للموهبة والإبداع بجامعة الملك خالد 1428هـ 2007م.
- رئيسة للجنة القبول والتسجيل لطالبات جامعة الملك خالد لعام 1428/1429/1430هـ (2007/2008/2009م.
- رئيسة الامتحان التحصيلي لطالبات العلوم الصحية لعام 1428 /1429 هـ (2007/2008م.
- رئيسة للجنة القبول والتسجيل لطالبات الدراسات العليا جامعة الملك خالد (1428/1429/1430 هـ 2007/2008/2009 م).
- عضو بامتحان القياس للطالبات لعام (1428/1429هـ (2007/2008م.
- رئيسة اللجنة التنظيمية والمنسقة لندوة الحوار التي أقيمت على هامش ملتقى أبها لعام (1428/1429هـ 2007/2008م) تحت شعار: (الشباب وتطلعات المستقبل) لصيف 1429/ 1430هـ2008 /2009م في (إمارة منطقة عسير).
- رئيسة اللجنة النسائية لبرنامج المدن الصحية بمنطقة عسير (أحد برامج منظمة الصحة العالمية) 20-11-1430هـ الموافق 8-11-2009 م.
- رئيسة لجنة تعيين المعيدات 1431هـ-1433هـ. الموافق 2009-2011م.
- رئيسة لجنة تعيين فنيات المعامل 1432-1433هـ. الموافق 2010-2011م.

## ندوات ومؤتمرات
- المشاركة في ندوة (عوالم ما بعد كورونا) بتنظيم مكتبة الملك عبد العزيز العامة 2020م.[12]
- رئيسة جلسة (تعويض المرأة في الأخطاء الطبية بين التنصيف والمساوة) بمنتدى سياسات صحة المرأة بتاريخ 8 مارس 2020م.[13]
- رئيسة الجلسة الثانية في ورشة عمل جمعية الاقتصاد السعودية (تمكين دورالمرأة في الاقتصاد السعودي) بتاريخ 6 ديسمبر 2019م.[14]
- المشاركة في ملتقى أسبار محور (صحة المرأة) بتاريخ 27 أكتوبر 2019م.[15]
- المشاركة  في محور (تعزيز حق المرأة في الرعاية الصحية المتكاملة) في مؤتمر دور المرأة في التنمية بتاريخ 27 أبريل 2019م.[16]
- المشاركة في أعمال اجتماعات لجنة وضع المرأة 62 (CSW)  في المقر الرئيسي للأمم المتحدة بنيويورك بتاريخ 13 مارس 2018م.[17]
- المشاركة في المحور الاقتصادي في ندوة (قرار السماح بقيادة المرأة للسيارة: انعكاساته وآليات تنفيذه) بتاريخ 4 ديسمبر 2017م.[18]
- رئيسة جلسة «تمكين المرأة من لعب دور فاعل في تعميق مفهوم حقوق المريض» (المؤتمر الخليجي الأول لحقوق المريض) بتاريخ 27  فبراير 2016م.[19]
- المشاركة في المؤتمر الدولي الثاني لطب وجراحات السمنة  في 10 أكتوبر 2016م.[20]
- المشاركة في ندوة جمعية رفيدة لصحة المرأة 4 فبراير 2016م.[21]
- شاركت في المؤتمر العالمي لآخر المستجدات في صحة المرأة في 15 ديسمبر 2015م.
- مؤتمر قمة العشرين G20 في المكسيك، بتاريخ 04/04/2013م.
- زيارة البرلمان الياباني-1437/05/25هـ، 2016/03/05.
- المشاركة ضمن الوفد المشارك لخادم الحرمين الشريفين في زيارة الجمهورية التركية (أنقرة واسطنبول)،1437/07/02هـ، 2016/04/09.
- زيارة برلمان الاتحاد الأوربي في بروكسل بتاريخ 26/09/2015م.
- المشاركة في مؤتمر القيادات النسائية في دبي.
- زيارة البرلمان الفرنسي-1437/08/01هـ، 2016/05/08
- المشاركة في وفد التعليم العالي للجمهورية التركية-إسطنبول.
- المشاركة في الحوار الوطني- نحن والآخر 1426هـ-1427هـ 2006م.
- المشاركة في الحوار الوطني - الخدمات الصحية 1429هـ-1430هـ 2008م.
- المشاركة في العديد من المؤتمرات الدولية في مجال التخصص.
- المشاركة في اللقاء الرابع لنادي عسير لمرض السكري 18-19/5/1430هـ2008م.
- ورشة عمل بعنوان:(الجودة والاعتماد الأكاديمي-جامعة الملك خالد 15-19/4/1430هـ).
- ورشة تخطيط التدريس الجامعي الفعال 20-22/3/ 1430هـ، الموافق (17-19/3/2009م).
- ورشة عمل بعنوان: (تأسيس أنظمة الجودة) 13-14/3/1430هـ، الموافق (10-11/3/2009م).
- ورشة عمل بعنوان: (توصيف البرامج والمقررات) 27-28/3/1430هـ، الموافق (24-25/3/2009م).
- حضور ورشة العمل الموسومة بـ: جمع البراهين ومؤشرات الأداء الرئيسية والمعايير المرجعية من (19-20/2/1430هـ الموافق 7-8/11/2009م).
- حضور البرنامج التدريبي «إستراتيجيات التدريس لطلاب الجامعة» ضمن برامج تنمية الإبداع والتميز (20-21/6/1430هـ الموافق 6/14/2009م.
- حضور ورشة العمل الموسومة بــ: «إستراتيجيات تطوير أعضاء هيئة التدريس المرتبطة بفاعلية التدريس في تحقيق نواتج التعلم المختلفة» (28-29/12/1431هـالموافق 5-6/12/2010م).
- حضور برنامج تدريبي بعنوان: «مهارات البحث عن مصادر المعلومات وإجراء الدراسات المسحية عبر الإنترنت» (18-22/12/1430هـ الموافق 6-10/12/2009م).
- حضور دورة في: «تخطيط التدريس الفعال» (20-22/3/1430هـ) الموافق (17-19/3/2009م).
- حضور برنامج تدريبي بعنوان: "Working Toward Program Accreditation" في الفترة (16-18/1/1431هـ) الموافق (2-4/1/2010م).
- المشاركة الفعالة خلال حملة أكتوبر 2011م تحت شعار (لأنك أنت الأساس) أقيمت في البيت التوعوي-أبها-في الفترة من 10 أكتوبر إلى 14 أكتوبر.
- ورشة عمل بعنوان (وزارة العمل ومشاركة المرأة) 11/1/1433هـ.الموافق 7/12/2011م.
- ورشة عمل بعنوان (Workshop for the Training of Trainers (TOT) in Primary Health Care Centers for Breast Self-Examination(BST)) بتاريخ 15/11/2012م.
- حضور المعرض الدولي للتعليم العالي 1432هـ.
- إقامة ورش عمل ومحاضرات في مسرح المفتاحة ومسرح جمعية الجنوب النسائية ومسرح مدارس البر النموذجية للتوعية الصحية من (1427هـ 2006م.
- تنظيم ورشة عمل وحملة التوعية بحمض الفوليك في مستشفى عسير المركزي، مستشفى أبها العام، كليات البنات بجامعة الملك خالد الاثنين 28/1/1432هـ الموافق 3/1/2011م.
- المشاركة بمحاضرة في ملتقى قياديات مؤسسات التعليم العالي الأول بعنوان (الترابط وتبادل الخبرات) في الفترة 2-4/ 2/ 1433هـ الموافق 28-30/12/2011م.
- مؤتمر وزارة العمل. «وزارة العمل ومشاركة المرأة» 11 /1/1433هــ الموافق 6 /12/ 2011م.
- إقامة دورة تدريبية إلكترونية (MOOC) عن الاكتشاف المبكر لسرطان الثدي مدتها (10) أسابيع في عمادة التعلم الإلكتروني بجامعة الملك خالد.26/3/1433هـ الموافق 18/2/2012م.
- تنظيم زيارة وفد السفارة الأمريكية للمركز الجامعي بدراسة الطالبات 24/12/1432هـ. الموافق 21/11/2011م.
- تنظيم زيارة وفد معهد ستانفورد للأبحاث (SRI) للمركز الجامعي بدراسة الطالبات 13/3/1432هـ. الموافق 17/2/2011م.
- تنظيم زيارة الوفد الهولندي للمركز الجامعي بدراسة الطالبات 26/1/1432هـ. الموافق 2/1/2011م.
- تنظيم زيارة وفــد جامعة بنسلفانيا الأمريكية (كلية التمريض) للاعتماد الأكاديمي 17-25\1 \1434هـ الموافق 19/12/2012م.

## أعمالها في مجلس الشورى
- صاحبة مقترح تعديل المادتين (الرابعة) و (الخامسة) من النظام الصحي السعودي، تعديل المادة (4) يقضي بإدراج «برامج صحة المرأة» ضمن خدمات الرعاية الصحية التي توفرها الدولة للمواطنين، تعديل المادة (5) يقضي بإدراج «وضع السياسات الوطنية لصحة المرأة والخطط اللازمة لتنفيذها وتطويرها» ضمن مسؤوليات وزارة الصحة لتوفير الرعاية الصحية. [22]
- المشاركة بتوصية مع عضوتين لتحديث شروط الحصول على قرض من صندوق التنمية العقارية بناء على الظروف الاجتماعية والاقتصادية المستجدة للمجتمع السعودي، ومساوة المواطنة بالمواطن في جميع شروط الحصول على القرض كالسن والحالة الزواجية وغير ذلك.[23]
- المشاركة في مشروع مقترح تعديل نظام ذوي الإعاقة، لتمكين الجهات ذات العلاقة من خدمتهم ورعايتهم [24].
- المشاركة في دراسة الخطة الإستراتيجية الوطنية للشباب.
- قرار قيام مجلس المؤسسة العامة لمستشفى الملك فيصل التخصصي ومركز الأبحاث بإصدار اللوائح المتعلقة بالعاملين فيها.
- شاركت مع عدد من الأعضاء لسن قانون التحرش، لمعاقبة المتحرش وحماية المتحرش به.[25]
- تقدمت مع عضوتين بتوصية تطالب بحق المرأة بقيادة السيارة 2013م [26].
- تقدمت بتوصية للجنة الإدارة والموارد البشرية للتوسع في أفتتاح مكاتب نسائية في وزارة العمل لتشمل جميع مناطق المملكة لتسهيل التدريب والتوظيف للمرأة [27].
- طالبت مستشفى الملك فيصل التخصصي إلى المبادرة بإنشاء فروع له في مختلف المناطق وأن تبادر المؤسسة بإنشاء أكاديمية التمريض المتخصص.[28]
- تقدمت بتوصية لمساوة أطباء الامتياز المتخرجين من التعليم الأهلي بزملائهم المتخرجين من الجامعات الحكومية، وصرف المكافات لهم.[29]
- طالبت باستحداث منصب وكيلة جامعة وإعادة تعيين نائبة لوزارة التعليم.
- دعمت توصية تطالب بوضع ضوابط للحد من زواج القاصرات.[30]
- طالبت هيئة عقارات الدولة بمواجهة بعض الممارسات التي تقوم بها بعض الأجهزة الحكومية والتي تقوم باستئجار مقراتها في مواقع تجارية ومزدحمة ومرتفعة التكلفة.[31]
- دعت مكتبة الملك فهد الوطنية إلى زيادة ساعة العمل فيها بحيث تغلق الساعة العاشرة مساء بدلاً من السابعة، وان تفتح ابوابها امام روادها في إجازة نهاية الأسبوع.[32]
- طالبت باستقلال مستشفى الملك خالد للعيون مالياً وإدارياً لضمان استمرار نجاحه وتطوره مستقبلاً.
- تقدمت بتوصية تطالب المؤسسة العامة لمستشفى الملك فيصل التخصصي ومركز الأبحاث بالتنسيق مع الجهات ذات العلاقة لإنشاء وتشغيل مختبرات الخلايا العلاجية، وكذلك العمل على توطين استخدام الخلايا المناعية المحورة (مثل CAR-T Cells) لأغراض علاج الأورام، وتوفير الدعم اللازم لذلك.[33]
- تقدمت مع عضوين بتوصية لرفع تمثيل المرأة في المناصب القيادية الخارجية 2017م.[34]
- طالبت بتسهيل شروط حصول المرأة على المسكن بلا تمييز عن الرجل.[35]
- أكدت على أهمية دعم وتعزيز أعمال المركز الوطني للتعليم الإلكتروني وتخصيص ميزانية مستقلة له، وأهمية معرفة مؤشرات الأداء للحالة الراهنة للتعليم الإلكتروني مقارنة بالمعايير العالمية.[36]
- تقدمت مع عدد من الأعضاء بمقترح مشروع نظام مكافحة السمنة، حيث أن نسبة %70 من السكان يعانون من السمنة وتعتبر سبب رئيسي ل47 مرض.[37]

## الأوسمة والميداليات
- جائزة المفتاحة كأول أكاديمية سعودية في جامعة الملك خالد 1427هـ الموافق 2006م.
- جائزة أبها للتعليم العالي ـ العضو الأكثر نشاطاً بجامعة الملك خالد لعام 1428هـ (الموافق 2007م
- شهادة الجودة والاعتماد الأكاديمي بالجامعة 1430هـ 2009م.
- شهادة تقدير للمشاركة في جائزة أبها تاريخ الحصول عليها:1425 /1426/1427هـ 2004/2005/2006م.
- شهادة تقدير للمشاركة في أنشطة الصيف تاريخ الحصول عليها: 1424هـ (2003م.
- شهادة تقدير للمشاركة في الحوار الوطني تاريخ الحصول عليها: 1426هـ (2005م).
- شهادة تقدير للمشاركة في الحوار الوطني تاريخ الحصول عليها 1428هـ (2007م).
- شهادة حضور ورشة العمل الموسومة بـ: ورشة العمل الأولى لتأهيل مراجعة الجودة والاعتماد الأكاديمي (14-17 جمادى الأولى 1430هـ-الرياض-المملكة العربية السعودية 2009م).
- شهادة تقدير للمشاركة في أنشطة الصيف تاريخ الحصول عليها: 1424هـ، 2003م.
- شهادة تقدير للتعاون مع مركز الموهبة والإبداع بجامعة الملك خالد في 15/6/1433هـ.
- شهادة تقدير للمشاركة في وقائع حملة أكتوبر 2012 من جمعية زهرة لسرطان الثدي الفترة من 24-28 /9/2012م.
- شهادة تقدير من الإدارة العامة للتربية والتعليم بمنطقة عسير للدعم العلمي لأبحاث الطالبات في مؤتمر الصحة والغذاء المؤتمر العلمي الرابع لطالبات المرحلة الثانوية بعسير 2012م.
- شهادة تقدير للمشاركة في فعاليات المؤتمر السعودي الخامس والعشرين لجراحة المسالك البولية في ابها خلال الفترة 8-11/4/2012م.
- شهادة حضور الملتقى الذي عقدته الهيئة الوطنية للتقويم والاعتماد الأكاديمي بعنوان: (الملتقى الدوري الأول لمسؤولي الهيئة ومسؤولي الجودة في مؤسسات التعليم العالي) الاثنين 6/6/1432هـ. الموافق 10/5/2011م.
- شهادة حضور الملتقى العلمي الدولي (التميز في برامج الدراسات العليا: التحديات والحلول) في 26-27/1/1431هـ الموافق 12-13/1/2013م.
- شهادة حضور ورشة عمل بعنوان: (إستراتيجيات التعليم والتقويم على المستوى البرامجي والمؤسسي) من 4-5 /1/ 1433هـ. الموافق 30-31/11/2011م.
- شهادة حضور ورشة عمل بعنوان: (تقييم أعضاء هيئة التدريس ومراجعة النظراء) من 15-16 /1/1433هـ. الموافق 211-12/12/2011م.
- شهادة حضور برنامج تدريبي بعنوان: (القيادة الأكاديمية) 19/1/1433هـ.الموافق 15/12/2011م.
- شهادة حضور برنامج تدريبي بعنوان: (ضمان الجودة والتقويم المؤسسي والبرامجي) من 23-24 /1/ 1433هـ. الموافق 19-20/12/2011م.
- شهادة حضور برنامج تدريبي بعنوان: (التخطيط الإستراتيجي في التعليم العالي) 7/4/1433هـ. الموافق 1/3/2012م.

## المؤلفات والبحوث والمحاضرات
- نشر أبحاث في مجال تخصص (النساء والولادة والعقم) في مجلات محلية وعالمية 1425هـ الموافق 2004إلى تاريخه.
- الإشراف على البحوث العلمية لعضوات هيئة التدريس 1433هـ الموافق 2012م).
- الإشراف على بحوث طالبات التعليم العام 1432-1433هـ- 2011م
- الإشراف على بحوث طالبات المؤتمر الثالث للتعليم العالي 1430-1433 هـ الموافق 2012م
- Hamid Mubasher, Mona Almushait, BahaeldinSukit. AymanShaamash, SiddigHandady, NajlaAlmutawa Knowledge, Attitude and Practice of Contraceptives among Saudi Women in Aseer Region, Saudi Arabia Bangladesh Journal of Medical Science Volume 15 No. 4 October 2016 [38]
- Bahaeldin Hassan, Mona Almushait, Hamid Mubasher, Sumalia ZiaRole of Maternal Hemoglobin Concentration and Plasma Hematocrit Level in the Prediction of Preeclampsia in a High Altitude Area International Journal of Clinical Medicine Volume 7, No. 1 January 2016
- Mohammed A. Sarhan, SaadM. Bin-Dajem and Mona A. Al-MushaitABO-Rh Blood Groups Distribution among King Khalid University

Girls Students: A Prevalence Study Egyptian Academic Journal of Biological Sciences Volume 6 (1): 77–81 May 2014
- Mona A. Almushait, Saad M. Bin Dajem, Nahla M. Elsherbiny, Mamdoh A. Eskandar, Tarik A. Al Azraqi, Laila M. Makhlouf Seroprevalence and Risk Factors of Toxoplasma Gondii Infection among Pregnant Women in South Western, Saudi Arabia Journal of Parasitic Diseases Volume 38, Issue 1 March 2014
- Mona Abdullah Almushait, Rania Mahmoud Abdel Ghani Perception toward Non–Pharmacological Strategies in Relieving Labor Pain: An Analytical Descriptive Study Journal of Natural Sciences Research Journal Volume 4, No 2, January 2014
- M.A. Almushait, M.A. Eskandar, N.M. Elsherbiny, S.M. Bin Dajem, T.A. Azraqi, L.M. Makhlouf Serological and Molecular Diagnosis of Acute Feto–Maternal Toxoplasmosis in the Southwestern Region of Saudi Arabia Research Journal of Medical Sciences Volume 7 (5-6): 156-161 December 2013
- Mona A. Almushait, JBOG, Azza M.A. Alyamani, MD, Jameelah A. Aboud, MBBS Placental Weight and its Ratio to Birth Weight in Normal Pregnancy of Saudi Women Attending Abha General Hospital The Medical Journal of Cairo University Vol. 81, No.1 September 2013
- Mona A. Almushait, Hanem Abdullah Mohammed, Dhay Abdullah Al–Harthi, Ashwag Mohammad Mansour Prevalence and Predisposing Factors of Urinary Tract Infections among Pregnant Women in Abha Maternity General Hospital International Journal of Sciences: Basic and Applied Research Volume 11, No.1 July 2013
- Saad M. Bin Dajem, Mona A. Almushait Detection of Toxoplasma gondii DNA by PCR in Blood Samples Collected from Saudi Pregnant Women from Aseer Region, Saudi Arabia Ann Saudi Med 32(5): 507–512 2012 Sep–Oct
- Mona A. Almushait, JBOG SacrococcygealTeratoma a Rare Disease: Case Report Benha Medical Journal Volume 29 Number 2 May 2012
- MamdohEskandar, FRCSC, Manal Al–Asmari, Resd., Suresh BabuChaduvula, MD, Mesfer Al–Shahrani, FRCSC, Mohammed Al–Sunaidi, MD, CABOG, Mona Almushait, JBOG, Osman Donia, MD Impact of Male Obesity on Semen Quality and Serum Sex Hormones Advances in Urology Journal Volume 2012, Article ID 407601, 4 pages, 2012
- Suliman Al–Fifi, Ali–Binali, Mesfer Al–Shahrani, HajraShafiq, MohamadBahar, Mona Almushait, LukanleSobandi, MamdohEskandar Congenital anomalies and other perinatal outcomes in ICSI vs. naturally conceived pregnancies: A comparative study Journal of Assisted Reproduction and Genetics © Springer Science + Business Media, LCC 2009 August 13, 2009
- Adekunle A. Sobande, MBBS, FRCOG, Mona A. Almushait, MD, JBOG Emergency obstetric hysterectomy in Abha, Saudi Arabia: A 15–year review of 72 cases Medical Journal of Cairo University, Vol.77, No.4; 163–169 June 2009
- Mona A. Almushait, MD, Eman M. El–Nashar, MD Stem cells in Obstetrics and Gynecology Middle East Fertility Society Journal July 2009
- Mona A. Almushait, JBOG Laparoscopic assisted treatment of cornual ectopic pregnancy–case report Scientific Journal of King Faisal University (Basic Applied Sciences) Volume 11: 2009
- Mona A. Almushait, JBOG Methotrexate versus laparoscopic surgery for the management of unruptured tubal pregnancy King Khalid University Journal, 2009
- Eskandar M, Abou–Setta AM, Almushait MA, El–Amin M, Mohamad SE Ultrasound guidance during embryo transfer: A prospective, single–operator, randomized, controlled trial Fertility and Sterility Volume 90, No.4 October 2008
- MamdohEskandar FRCSC, Mona A. Almushait JBOG, AymanShammash MD, Mohamed El–Amin FRCOG

Adekunle A. Sobande FRCOG, Ahamd M. Bahar FRCOG, Mutaz Al–Ahmad A prospective comparison of two commercially available media for intrauterine insemination Saudi Journal of Obstetrics and Gynecology, Volume 7, No.2, 1428H–2007G
- AdekunleSobande, FRCOG, FarheenYousuf, FCPS, MamdohEskandar, FRCSC, Mona A. Almushait, JBOG Breech delivery before and after the term breech trial recommendation Saudi Med J 2007; Vol. 28 (8):1213–1217
- M. Eskander, H. Shafiq, M. A. Almushait, A. Sobande, M.A. Almushait, A. Sobande, A. M. Bahar Cervical cerclage for prevention of preterm birth in women with twin pregnancy International Journal of Gynecology and Obstetrics, (2007) 99, 110–112
- Eskandar MA, Abou–Setta AM, El–Amin M, Almushait MA, Sobande AA. Removal of cervical mucus prior to embryo transfer improves pregnancy rates in women undergoing assisted reproduction Reproductive Biomedicine Online, 2007 March; 14(3): 308–313
- Ashraf I. El–Mashad MD, Mona Almushait MD Risk of uterine rupture with the use of Prostaglandin E2 for induction of laboring women with a previous cesarean section scar Benha Medical Journal Volume 24, No.1, Jan. 2007
- MamdohEskandar, Mona A. Almushait Is there a decline in the semen quality in Assir region? King Khalid University Journal, Issue No. 3–Vol. 2, 2006
- Ashraf I. El–Mashad MD, Mona Almushait MD Effect of laparoscopic ovarian drilling on ovarian follicular reserve in women with polycystic ovarian syndrome Egyptian Association Journal for Obstetrics and Gynaecology, 2005
- H. Albar, A. Sobande, O. Hussein, R. Thiga and M. Mushait The experience with Prostaglandin E2 Vaginal tablets for induction of labour in great grand multiparae. A two–year review in Saudi Arabia Journal of Obstetrics and Gynaecology (2000) Vol. 20, No. 2; 132–135
- Mona A. Almushait Gestational Diabetes Mellitus: Maternal and Perinatal Outcomes in Abha, Saudi Arabia [39]